# 黑紫橐吾
黑紫橐吾（学名：Ligularia atroviolacea）是菊科橐吾属的植物，是中国的特有植物。分布在中国大陆的云南等地，生长于海拔3,000米至4,000米的地区，多生在冷杉林下或高山草地，目前尚未由人工引种栽培。